# Göran von Matérn
Göran Harald Göstasson von Matérn, född 3 maj 1941 i Stockholm, död 24 februari 2002 i Oscars församling i Stockholm, var en svensk konstnär och musiker (gitarrist). 
Göran von Matérn, som var son till företagsledaren Gösta von Matérn och Anne-Marie Bexelius, innehade socionomexamen. Han var bland annat biträdande rektor vid Stockholms musikpedagogiska institut. Han var från 1967 till 1969 medlem i proggbandet Gunder Hägg, som sedermera bytte namn till Blå Tåget.
Göran von Matérn deltog i åtta utställningar, varav fyra var separata, under sin levnad. Efter hans död gavs en tredje utställning som omfattar perioden 1967–2001. Denna utställning är väl dokumenterad i en skrift.
Göran von Matérn är begravd på Norra begravningsplatsen utanför Stockholm.